# Tramvie Elettriche Locarnesi
La Tramvie Elettriche Locarnesi (TLo) era una società incaricata di gestire la linea tranviaria di Locarno, inaugurata nel 1908 e chiusa nel 1960.

## Storia
Nel 1905 il Consiglio federale rilascia la concessione per la costruzione e l'esercizio di una linea tranviaria tra Locarno e Minusio. Viene lasciato 18 mesi di tempo ai promotori - tra i quali figura il sindaco della città Francesco Balli - per costituire la società e presentare gli statuti, nonché i documenti tecnici e finanziari. Il 12 aprile 1906 si costituì a Locarno la Società delle Tramvie Elettriche Locarnesi; nel 1908 fu inaugurato il servizio tranviario.
Il 15 ottobre 1922 viene decisa la fusione delle società TLo e Ferrovie Regionali Ticinesi (FRT, oggi FART). Quest'ultima era stata costituita nel 1909 per la costruzione e l'esercizio della parte svizzera della ferrovia Locarno-Domodossola.
Concretamente, la TLo viene assorbita dalle FRT. Il personale impiegato dalla società tranviaria viene anch'esso interamente assorbito dalle FRT. La fusione ha effetto il primo gennaio 1923.
La tranvia continuerà ad essere gestita dalle FRT fino al suo smantellamento, nel 1960.